# Vsesveatske, Novomoskovsk
Vsesveatske (în ucraineană Всесвятське) este un sat în comuna Vasîlivka din raionul Novomoskovsk, regiunea Dnipropetrovsk, Ucraina.

## Demografie
Componența lingvistică a localității Vsesveatske
     Ucraineană (93,36%)
     Rusă (5,98%)
     Alte limbi (0,5%)
Conform recensământului din 2001, majoritatea populației localității Vsesveatske era vorbitoare de ucraineană (93,36%), existând în minoritate și vorbitori de rusă (5,98%).